# João Escoval
João Rodrigo Pereira Escoval, meglio noto come João Escoval (Lisbona, 8 maggio 1997), è un calciatore portoghese, difensore dell'Akron Togliatti.

## Carriera
Cresciuto nel settore giovanile del Benfica, il 18 agosto 2017, dopo una stagione trascorsa con la seconda squadra delle Aquile, viene ceduto a titolo definitivo all'Istria 1961, con cui firma un quadriennale. Il 10 gennaio 2018 si trasferisce al Rijeka, legandosi al club di Fiume fino al 2019.

## Statistiche

### Presenze e reti nei club
Statistiche aggiornate al 16 novembre 2018.
| Stagione        | Squadra         | Campionato      | Campionato | Campionato | Coppe nazionali | Coppe nazionali | Coppe nazionali | Coppe continentali | Coppe continentali | Coppe continentali | Altre coppe | Altre coppe | Altre coppe | Totale | Totale |
| Stagione        | Squadra         | Comp            | Pres       | Reti       | Comp            | Pres            | Reti            | Comp               | Pres               | Reti               | Comp        | Pres        | Reti        | Pres   | Reti   |
| --------------- | --------------- | --------------- | ---------- | ---------- | --------------- | --------------- | --------------- | ------------------ | ------------------ | ------------------ | ----------- | ----------- | ----------- | ------ | ------ |
| 2016-2017       | Benfica B       | SL              | 16         | 0          | -               | -               | -               | -                  | -                  | -                  | -           | -           | -           | 16     | 0      |
| 2017-gen. 2018  | Istria 1961     | 1. HNL          | 12         | 0          | CC              | 3               | 0               | -                  | -                  | -                  | -           | -           | -           | 15     | 0      |
| gen.-giu. 2018  | Rijeka          | 1. HNL          | 7          | 0          | CC              | 0               | 0               | UCL+UEL            | -                  | -                  | -           | -           | -           | 7      | 0      |
| 2018-2019       | Rijeka          | 1. HNL          | 10         | 0          | CC              | 2               | 0               | UEL                | 0                  | 0                  | -           | -           | -           | 12     | 0      |
| Totale Rijeka   | Totale Rijeka   | Totale Rijeka   | 17         | 0          |                 | 2               | 0               |                    | 0                  | 0                  |             | -           | -           | 19     | 0      |
| Totale carriera | Totale carriera | Totale carriera | 45         | 0          |                 | 5               | 0               |                    | 0                  | 0                  |             | -           | -           | 50     | 0      |

## Palmarès

### Club

#### Competizioni nazionali
- Coppa di Croazia: 2

Rijeka: 2018-2019, 2019-2020